# Населённые пункты, вошедшие в состав Астаны
Населённые пункты, вошедшие в состав Астаны — перечень населённых пунктов, существовавших на территории современной столицы Республики Казахстан города Астана и не являющиеся географическими объектами (или административно-территориальными единицами) административного деления Астаны.

## История
Указом Президента Республики Казахстан «Об изменении границ города Астаны» от 8 августа 2000 года были включены в административно-территориальные границы города Астана земли Целиноградского   и Шортандинского районов.

## Перечень населённых пунктов
В перечень включены названия населённых пунктов, его статус, год упразднения
- Интернациональное — село, 2000[1]
- Коктал — село, 2000[1]
- ЛПУ-10 — населённый пункт, 2000[1]
- Мичурино — село, 2000[1]
- Пригородное — село, 2000[1]
- Райавтодор — село, 2000[1]